# John Ford (musicus)
John Ford (Fulham (Londen), 1 juli 1948) is een Britse zanger en basgitarist.

## Biografie
Zijn muzikale carrière begon, toen hij het clubcircuit rondtrok met folkmuziek. Hij begon net als Richard Hudson in de band The Five Proud Walkers. Met zijn tweede bandje Jaymes Fander & The Vulcans kreeg hij zijn eerste platencontract (bij EMI) met een klein Engels hitje tot gevolg: Mistletoe Love. Zijn bekendheid nam toe toen hij toetrad tot Velvet Opera. Als die band optreedt in de door Dave Cousins van Strawbs gerunde Houslow Arts Lab-club wordt hij samen met Hudson gevraagd de gelederen van die band te versterken. Zij gaan daarop in en staan binnen zes weken voor de klus een live-optreden te verzorgen voor de Queen Elizabeth Hall; de opnamen die uiteindelijk terechtkomen op het muziekalbum Just a Collection of Antiques and Curios.
Samen met Hudson is Ford verantwoordelijk voor de grootste hit van de band Part of the Union, dat zelfs in Nederland wordt gedraaid. Ze willen meer invloed in de band, maar dat is tegen het zere been van Cousins, de absolute leider. Ze vertrekken en beginnen Hudson Ford, dat een klein succes (in Engeland) werd, ook weer met singles zoals "Pick Up The Pieces", "Burn Baby Burn" en "Floating In The Wind". Zowel Hudson Ford als Strawbs krijgen te maken met de oprukkende punkbeweging en delven het onderspit. Om de draad op te pakken treden Hudson en Ford toe tot de punkgroep The Monks (2 albums) en een bandje High Society dat composities uit de jaren dertig speelt.
Midden jaren tachtig verhuist Ford naar de Verenigde Staten om een solocarrière te beginnen, maar die slaat niet aan. Inmiddels groeit de populariteit van Strawbs weer en de ruzie uit de beginjaren schijnt vergeten te zijn. Ford doet af en toe mee met een reünietournee. Hij speelt mee op de albums Don’t Say Goodbye en Ringing Down the Years, respectievelijk uit 1987 en 1991, overigens weer met Hudson.

## Studiowerk
Gedurende zijn hele carrière doet Ford ook studiowerk en komt daarmee in aanraking met Santana, Jimi Hendrix, Ritchie Blackmore, The Eagles, Frank Zappa, Marc Bolan/T. Rex, Blue Öyster Cult, ZZ Top, Rush, REO Speedwagon, King Crimson, Lynyrd Skynyrd, Billy Preston, Cat Stevens, Roy Harper and Dave Mason.

## Discografie

### Albums

#### Velvet Opera
- Elmer Gantry's Velvet Opera (1968)
- Ride a Hustler's Dream (1969)

#### Strawbs
- Just a Collection of Antiques and Curios (1970)
- From the Witchwood (1971)
- Grave New World (1972)
- Bursting at the Seams (1973)

#### Hudson Ford
- Nickelodeon (1973)
- Free Spirit (1974)
- When Worlds Collide (1975)
- Daylight (1977)

#### The Monks
- Bad Habits (1979)
- Suspended Animation (1981)

#### High Society
- High Society (1984)

#### Solo
- Love is a Highway (Whole Shot Records 1998)
- Heading for a High (Whole Shot Records 2000)
- Natural High (Whole Shot Records 2002)
- Backtracking (Whole Shot Records 2004)
- Whatever Happened to Christmas? (Whole Shot Records 2005)
- New World EP (Whole Shot Records 2006)
- A Christmas Trilogy (Whole Shot Records 2006)
- A Christmas Trilogy(Whole Shot Records 2006)
- Resurrected (Whole Shot Records 2007) post-production
- Untitled New Release (Whole Shot Records 2008 expected release) post-production

### Singles

#### Elmer Gantry's Velvet Opera
- "Flames"/"Salisbury Plain" (1967)
- "Mary Jane"/"Dreamy" (1968)
- "Volcano"/"A Quick B" (1969)
- "Anna Dance Square"/"Don't You Realise" (1969)
- "Black Jack Davy"/"Statesboro Blues" (1970)
- "She Keeps Giving Me These Feelings"/"There's a Hole in My Pocket" (1970)

#### Strawbs
- "Where is This Dream of Your Youth"/"Fingertips" (1970)
- "Benedictus"/"Keep the Devil Outside" (1972)
- "Keep the Devil Outside"/"Tomorrow" (1972)
- "New World"/"Benedictus" (1972)
- "Here It Comes"/"Tomorrow" (1972)
- "Going Home"/"Ways and Means" (1972)
- "Lay Down"/"Backside" (1972)
- "Part of the Union"/"Will You Go" (1973)

#### Hudson Ford
- "Pick Up the Pieces"/"This is Not the Way to End a War (or Die)" (1973)
- "Take it Back"/Make No Mistake" (1973)
- "Burn Baby Burn"/"Angels" (1974)
- "Floating in the Wind"/"Revelations" (1974)
- "Free Spirit"/"Dark Lord" (1974)
- "When Love Has Overgrown"/What is a Day Without Love" (1975)
- "Waterfall"/"Daylight" (1976)
- "95 in the Shade"/"Lost in a World" (1976)
- "Sold on Love"/"Daylight" (1976)
- "Are You Dancing"/"Out of Your Shadow" (1977)
- "Just Say No" (2001)

#### The G.B.'s
- "We are the G.B.'s" / "The G.B. Jig" (1979)

#### The Monks
- "Nice Legs Shame About the Face"/"You'll be the Death of Me" (1979)
- "I Ain't Gettin Any"/"Inter-City Kitty" (1979)
- "Johnny B. Rotten"/"Drugs in My Pocket" (1979)
- "I Can Do Anything You Like"/"Monks Medley" (1981)

#### High Society
- "I Never Go Out in the Rain"/"I Could Never Live Without You" (1980)
- "Gotta Get Out of This Rut"/"Powder Blue" (1981)

#### Solo
- "Love Is A Highway" (1998)
- "Heading For A High" (2000)
- "Natural High" (2002)
- "Backtracking" (2004)
- "New World" (2005)
- "Whatever Happened To Christmas" (2005)

## Bron en links
- (en) John Ford
- (en) John Ford's MySpace (niet meer online)
- (en) Hudson Ford
- (en) The Monks
- (en) Strawbs

- Bibliothèque nationale de France: cb162316078 (data)
- International Standard Name Identifier: 0000 0000 8145 3474
- Library of Congress Control Number: n91071612
- MusicBrainz: 97250cff-3b4c-4303-b16d-66367e99cecf
- Nationale Bibliotheek van Tsjechië: ola2010548468
- Virtual International Authority File: 65649642
- WorldCat: E39PBJpPyFdJDfmk9jfGxbd4v3